# The Groomsmen
The Groomsmen es una película de comedia de 2006 escrita y dirigida por Edward Burns. Se estrenó en Nueva York y Los Ángeles el 14 de julio de 2006. El rodaje tuvo lugar en muchas localizaciones en City Island, Nueva York.

## Trama
Un novio y sus cuatro padrinos de boda lidian con cuestiones como la paternidad, homosexualidad, honestidad y crecer en la semana previa a su boda.
Paulie (Burns), un escritor, está haciendo planes para su matrimonio con Sue (Murphy), su novia que está en su quinto mes de embarazo. En la vida real, la entonces novia de Burns, la supermodelo Christy Turlington, también tenía cinco meses de embarazo cuando se casaron en junio de 2003. Christy inspiró a volver a trabajar el manuscrito de esta película, que no había trabajado en muchos meses.
Paulie es fuertemente aconsejado por su hermano mayor Jimbo (Louge) en no seguir adelante con la boda. Jimbo, quien dirige una empresa en dificultades, está celoso de Paulie, en parte debido a que su matrimonio sin hijos se está desmoronando.
T.C. (Leguizamo), que dejó el vecindario sin explicaciones hace ocho años atrás, regresa para la boda. Aparentemente, antes de irse, T.C. le había robado una tarjeta de béisbol de Tom Seaver del primo de Paulie, Mike (Mohr). Mike todavía tiene resentimiento por la pérdida que inmediatamente comienza una pelea con T.C. Más tarde, T.C. vacilante, revela que dejó repentinamente el vecindario porque es gay y que le robó la tarjeta de Mike porque, a pesar de que eran mejores amigos, él lo odiaba por constantemente burlarse de los homosexuales.
El bar del vecindario es propiedad de Dez (Lillard), quien está casado con dos hijos y es el miembro más contento y funcional de la banda. Continuamente él está tratando de "juntar a la banda de nuevo". Incluso ha hecho que sus propios hijos aprendan a tocar la guitarra y se ha visto tratando de que sean mejores.
Jessica Capshaw tiene un papel pequeño en esta película. Su padrastro, Steven Spielberg, dirigió a Edward Burns en Saving Private Ryan.

## Elenco
- Edward Burns...Paulie
- Jessica Capshaw...Jen
- Spencer Fox...Jack
- John Leguizamo...T.C.
- Matthew Lillard...Dez
- Donal Logue...Jimbo
- Jay Mohr...Mike (Primo de Paulie & Jimbo)
- Brittany Murphy...Sue
- Heather Burns...Jules
- John F. O'Donohue...Pops (Tío de Paulie & Jimbo)
- Joseph O'Keefe...Sacerdote católico
- Joe Pistone...
- Kevin Kash...
- Amy Leonard...Crystal
- Arthur J. Nascarella...Sr. B
- Shari Albert...Tina
- John Mahoney...Padre de Paulie & Jimbo

## Taquilla
La película obtuvo críticas mixtas y sólo logró un lanzamiento limitado de 26 teatros en Estados Unidos. Recaudó más de un millón de dólares extranjeros y nacionales.